# 钱山集团
钱山集团，总部设在中国大陆福建省泉州惠安县湄洲湾南岸，是中华人民共和国最大的黑熊养殖驯繁基地，是一家以生物制药、保健食品和黑熊饲养和繁殖为主体的企业。其创始人为邱淑花，始建于1993年。

## 公司简介
钱山集团是为华东地区最大的黑熊驯繁基地，主要经营生物制药、保健食品、黑熊饲养和繁殖等。总占地面积268亩，总投资2亿元，现有员工600多人。

## 旗下公司
- 福建惠安县金熊发展有限公司
- 钱山特种动物养殖有限公司
- 归真堂药业股份有限公司
- 惠安县闽南酒业有限公司
- 泉州市惠成藤业家具有限公司
- 惠安县金熊销售有限公司